# Bana (chanteur)
Pour les articles homonymes, voir Gonçalves et Bana.
Adriano Gonçalves (né le 5 mars 1932 à Mindelo, au Cap-Vert, et mort le 13 juillet 2013 à Lisbonne, Portugal), plus connu sous le nom de Bana, est un chanteur cap-verdien de morna, le style musical mélodieux et plaintif caractéristique du pays.
Bana, qui mesurait plus de deux mètres, a commencé sa carrière musicale pendant le règne colonial portugais alors qu'il était garde du corps du célèbre compositeur cap-verdien B. Leza.

## Discographie

### Albums
- 1967 : L. Morais
- 1968 : A Paris
- 1969 : Recordano
- 1970 : Rotcha-Nu
- 1971 : So Coladeras!
- 1972 : Coladeras The Best of Bana

### Singles
- 1998 : Cabinda a Cunene